# NGC 6601
NGC 6601 (również PGC 61533) – galaktyka eliptyczna (E-S0), znajdująca się w gwiazdozbiorze Smoka. Odkrył ją Lewis A. Swift 4 sierpnia 1883 roku.